# Рудник Ірколь
Рудник Ірколь – гірничодобувне підприємство на півдні Казахстану, яке здійснює розробку однойменного уранового родовища. 
Родовище Ірколь виявили ще в 1971-му, після чого тут протягом десятиліття велась розвідка та експерименти з підземного вилуговування. В 2008 році почав роботу рудник Ірколь споруджений компанією «Семизбай-U», яка належить казахському державному концерну «Казатомпром» (51%) та китайській Beijing Sino-Kaz Uranium Resources Investment Company Limited (49%). 
Річна потужністю рудника становить 700 тон (цей показник був досягнутий вже за два роки), при цьому в другій половині 2010-х з метою впливу на цінову ситуацію на світовому ринку «Казатомпром» обмежив на кілька років видобуток рівнем у 560 тон.
Отриманий на Ірколі товарний десорбат переробляється на самому руднику у хімічний концентрат природного урану («жовтий кек»), який спрямовується для подальшого збагачення із отриманням закису-окису урану на Ульбінський металургійний завод та Степногорський гірничо-металургійний завод.
Станом на кінець 2021 року ресурси Ірколя оцінювались у 19,8 тисяч тон урану, а видобуток планувалось вести до 2040 року.